# Saison 6 du Monde incroyable de Gumball
 (janvier 2018).
Si vous disposez d'ouvrages ou d'articles de référence ou si vous connaissez des sites web de qualité traitant du thème abordé ici, merci de compléter l'article en donnant les références utiles à sa vérifiabilité et en les liant à la section « Notes et références ».
Chronologie
Cinquième saison
La sixième saison de la série d'animation britannico-américaine Le Monde incroyable de Gumball a été originellement diffusée du 5 janvier 2018 au 24 juin 2019 sur la chaîne télévisée américaine Cartoon Network. La saison se concentre sur les mésaventures de Gumball Watterson, un jeune chat anthropomorphe bleu de 12 ans, et de son frère adoptif, Darwin, un poisson rouge.

## Liste des épisodes
| No. épisode | No. dans la saison | Titres (français et original)        | Scénario | Storyboard          | Date de diffusion | Date de diffusion | Date de diffusion  |
| --- | ------------------ | ------------------------------------ | --- | ------------------- | ----------------- | ----------------- | ------------------ |
| 197 | 1                  | La Rivale The Rival                  | Ben Bocquelet, Joe Parham, Tobi Wilson, James Hamilton, Jon Purkis, & Joe Markham                                          | Adrian Maganza      | 5 janvier 2018    | 4 mai 2018        | 3 mai 2018         |
| À l'époque où Anaïs est un bébé nouveau-né, Gumball et Darwin sont terrifiés par sa nature sinistre et maléfique qui consiste à essayer de mettre les garçons dans le pétrin et de les tuer. Ils décident de l'expédier, mais sa boîte finit par être ramassée par les éboueurs, forçant les garçons à aller la sauver. |                    |                                      | |                     |                   |                   |                    |
| 198 | 2                  | La Dame The Lady                     | Ben Bocquelet, Joe Markham, Tobi Wilson, & James Hamilton                                                                  | Chloé Nicolay       | 1er janvier 2018  | 1er mai 2018      | 30 avril 2018      |
| Gumball et Darwin se méfient de la connexion de Richard avec une femme nommée Samantha qui traîne toujours avec un groupe de vieilles dames. Lorsqu'ils se rendent compte que Richard et Samantha sont une seule et même personne, ils cherchent à redresser un tort. |                    |                                      | |                     |                   |                   |                    |
| 199 | 3                  | Le Pigeon The Sucker                 | Ben Bocquelet, Joe Markham, Joe Parham, Jack Bernhardt, James Hamilton & Tobi Wilson                                       | Richard Méril       | 1er janvier 2018  | 2 mai 2018        | 1er mai 2018       |
| Darwin se retrouve en détention avec Julius Oppenheimer Jr. (l'intimidateur inspiré des bandes dessinées des années 1920, vu pour la première fois sur "La Leçon") pour avoir tenté de réparer le vandalisme de Julius, et Julius contre Darwin pour faire partie de son gang. Je le regrette quand tout ce que fait Darwin ne va pas. Note: C'est le deuxième épisode de toute la série où Gumball n'est pas montré, bien qu'il soit mentionné.                                                                  |                    |                                      | |                     |                   |                   |                    |
| 200 | 4                  | La Glande The Vegging                | Ben Bocquelet, Joe Parham, Tobi Wilson, James Hamilton, Tom Neenan, Andrew Jones, Joe Markham & Ciaran Murtagh             | Wandrille Maunoury  | 1er janvier 2018  | 28 mai 2018       | 5 mai 2018         |
| Gumball et Darwin décident de passer la journée entière à regarder la télévision. Pour ce faire, ils noient tous les événements bizarres autour d'eux, mais finissent par devoir sauver la famille quand ils sont coincés dans leur voiture suspendue au bord d'un pont cassé. |                    |                                      | |                     |                   |                   |                    |
| 201 | 5                  | Le Seul The One                      | Ben Bocquelet, Joe Markham, Tobi Wilson, Andrew Jones, Ciaran Murtagh & James Hamilton.                                    | Chloé Nicolay       | 1er janvier 2018  | 7 mai 2018        | 4 mai 2018         |
| Gumball est découragé par les brûlures constantes de Tobias, malgré le fait qu'il autorise Darwin à le faire et qu'il s'auto-déprécie. Réalisant que Tobias veut être son « meilleur » ami, Gumball essaie de le laisser tomber facilement, mais Tobias le prend comme une invitation à éliminer les autres amis de Gumball, style - Highlander. |                    |                                      | |                     |                   |                   |                    |
| 202 | 6                  | Le Père The Father                   | Ben Bocquelet, Tobi Wilson, James Hamilton, Jack Bernhardt, & Joe Markham                                                  | Aurélie Charbonnier | 5 janvier 2018    | 8 mai 2018        | 6 mai 2018         |
| Se sentant mal de ne pas avoir eu d'enfance avec son père, les enfants convainquent Richard d'essayer de renouer avec lui par la liaison, mais n'arrive pas à rompre ses habitudes criminelles et Richard commence à perdre patience avec lui. |                    |                                      | |                     |                   |                   |                    |
| 203 | 7                  | Le Grincement The Cringe             | Ben Bocquelet, Tobi Wilson, Joe Markham, Andrew Jones, Ciaran Murtagh, Joe Parham, & James Hamilton                        | Richard Méril       | 12 janvier 2018   | 10 mai 2018       | 7 mai 2018         |
| Marre de leurs rencontres incessantes, Gumball et Mister Hot Dog décident d'être amis pour se délecter de leurs moments embarrassants. Lorsque cela ne fonctionne pas, cependant, Gumball façonne une machine à voyager dans le temps et les deux remontent à quand toutes leurs rencontres maladroites ont commencé. |                    |                                      | |                     |                   |                   |                    |
| 204 | 8                  | La Cage The Cage                     | Ben Bocquelet, Joe Markham, Tobi Wilson, & James Hamilton                                                                  | Aurélie Charbonnier | 19 janvier 2018   | 3 mai 2018        | 2 mai 2018         |
| Quand M. Corneille (le professeur de géographie de grenouille pixélisé par ordinateur vu pour la première fois sur "Les Autres") ment à l'infirmière de l'école Band-Aid sur ses blessures, Gumball et Darwin pensent que M. Corneille est un artiste martial mixte et le convainc de monter contre un combattant russe dans un match de cage pour amasser des fonds dont l'école avait désespérément besoin. |                    |                                      | |                     |                   |                   |                    |
| 205 | 9                  | Le Voisin The Neighbor               | Ben Bocquelet, Mic Graves, Joe Markham, James Hamilton, Andrew Jones, Ciaran Murtagh, Joe Parham, & Tobi Wilson            | Bianca Ansems       | 26 janvier 2018   | 29 mai 2018       | 8 mai 2018         |
| Gumball et Darwin réalisent qu'ils n'ont jamais connu le nom du voisin de bois. Les deux font diverses tentatives pour lui faire révéler son nom jusqu'à ce qu'une source anonyme les informe qu'il s'agit de Harry Gedges, malheureusement il s'avère que c'est son nom "réel" puisqu'il a été sous le programme de protection des témoins tout ce temps. Note: Aux Etats-Unis, ceci est le dernier épisode de Donielle T. Hansley Jr. double Darwin. Christian J. Simon prend sa place à partir de The Anybody. |                    |                                      | |                     |                   |                   |                    |
| 206 | 10                 | Les Métamorphoses The Anybody        | Mic Graves, Joe Parham, James Hamilton, Jon Purkis, Tom Neenan, Joe Markham, & Jess Ransom                                 | Max Loubaresse      | 2 février 2018    | TBA               | 3 septembre 2018   |
| Clayton (la boule rouge d'argile connue pour être un menteur) se présente comme Gumball pour que Gumball puisse sortir de sa détention, mais Clayton pousse trop loin ses pouvoirs de métamorphose et finit par se présenter comme des personnes différentes à Elmore et les encadrant pour des délits. |                    |                                      | |                     |                   |                   |                    |
| 207 | 11                 | La Foi The Faith                     | Ben Bocquelet, Tobi Wilson, Joe Markham, Jack Bernhardt, & Cariad Lloyd                                                    | Richard Méril       | 9 février 2018    | 30 mai 2018       | 10 mai 2018        |
| Elmore perd soudainement sa couleur et devient noir et blanc. Alors que la ville descend dans le chaos, Gumball et Darwin s'aventurent à la recherche de la source qui s'avère être Alan qui a perdu la foi en l'humanité. Les deux doivent le convaincre que si la vie est imparfaite, nous devons faire de notre mieux pour rendre le monde meilleur. |                    |                                      | |                     |                   |                   |                    |
| 208 | 12                 | La Candidature The Candidate         | Ben Bocquelet, Tobi Wilson, Joe Markham, Jon Purkis, Tom Neenan, James Hamilton, Jack Bernhardt, Joe Parham, & Jess Ransom | Richard Méril       | 16 février 2018   | 31 mai 2018       | 11 mai 2018        |
| Tandis que les adultes organisent un gala de charité pour l'école, Gumball, Darwin et Anaïs sont forcés de rester dans la salle d'art avec les autres enfants. Gumball décide de se faire élire chef dans un plan d'évasion, mais chaque décision qu'il prend mène à l'effondrement de l'école. Anaïs doit sauver tout le monde avant que l'école n'explose. |                    |                                      | |                     |                   |                   |                    |
| 209 | 13                 | Le Pacte The Pact                    | Ben Bocquelet, Tobi Wilson, Joe Markham, James Hamilton, Eddie Robson, Jack Bernhardt, & Joe Parham                        | Aurélie Charbonnier | 23 février 2018   | 9 mai 2018        | 9 mai 2018         |
| Quand le principal Brown doit prendre le bus, lui et Gumball racontent leurs griefs au sujet de leurs petites amies respectives (le mauvais souffle du matin de Mlle Simian et le rire irritable de Penny). Ils concluent un marché pour parler de leurs problèmes aux copines de l'autre, mais le principal Brown recule de son côté, obligeant Gumball à le traquer. |                    |                                      | |                     |                   |                   |                    |
| 210 | 14                 | La Fanfiction The Shippening         | Ben Bocquelet, Joe Markham, James Hamilton, Jon Purkis, Tom Neenan, & Joe Parham                                           | Aurélie Charbonnier | 9 mars 2018       | 3 septembre 2018  | 1er septembre 2018 |
| Alors que le Super Magasin fuit Elmore, il laisse tomber un carnet de Cartoon Network trouvé par Sarah qui commence à écrire des fan-fiction. À son insu, son écriture devient réalité dans la ville et Gumball et Darwin la confrontent. Ils subissent bientôt des pressions lorsque les policiers arrivent pour récupérer le cahier. |                    |                                      | |                     |                   |                   |                    |
| 211 | 15                 | Le Cerveau The Brain                 | Ben Bocquelet, Mic Graves, Joe Parham, Joe Markham, Jack Bernhardt, Natasha Hodgson, & Tobi Wilson                         | Zhihuang Dong       | 18 juin 2018      | 4 septembre 2018  | 4 septembre 2018   |
| Anaïs commence à souffrir de lésions cérébrales après avoir palpé autant la stupidité de sa famille. Le docteur prescrit que les Watterson ne font rien de stupide pendant une semaine, mais Gumball, Darwin et Richard sont trop bêtes pour éviter des catastrophes et Nicole ne peut pas arrêter de rencontrer des gens ineptes. |                    |                                      | |                     |                   |                   |                    |
| 212 | 16                 | Les Parents The Parents              | Ben Bocquelet, Joe Markham, James Hamilton, Gemma Arrowsmith, & Tobi Wilson                                                | Aurélie Charbonnier | 18 juin 2018      | 8 septembre 2018  | 8 septembre 2018   |
| Les Watterson rencontrent les parents de Nicole, Daniel et Mary, et les invitent chez eux. Ils expriment leurs frustrations les uns sur les autres en ce qui concerne les problèmes de colère de Nicole et les attentes strictes et excessives de ses parents. Finalement, Gumball tente de résoudre leurs problèmes avec une chanson. |                    |                                      | |                     |                   |                   |                    |
| 213 | 17                 | Le Fondateur The Founder             | Mic Graves, Joe Markham, James Hamilton, Gemma Arrowsmith, & Tobi Wilson                                                   | Richard Méril       | 18 juin 2018      | TBA               | 9 septembre 2018   |
| Nicole et Richard se dirigent vers le bâtiment Chanax pour payer leur internet. Même si on lui dit d'attendre dehors, Richard se promène et se prend pour le PDG reclus de Chanax. Ses idées finissent par semer le chaos dans tout le bâtiment et Nicole doit y mettre un terme afin de pouvoir payer cette facture. |                    |                                      | |                     |                   |                   |                    |
| 214 | 18                 | Les Etudes The Schooling             | Ben Bocquelet, Mic Graves, Joe Parham, Joe Markham, James Hamilton, & Gemma Arrowsmith                                     | Ben Marsaud         | 18 juin 2018      | 10 septembre 2018 | 10 septembre 2018  |
| Gumball et Darwin se plaignent de l'école et souhaitent qu'ils puissent obtenir un emploi comme Larry. Intrigué, Larry propose a Gumball et Darwin passent une journée à faire tous ses travaux pendant « cinq minutes » pendant qu'il est en pause. Gumball et Darwin sont choqués de découvrir que faire tous les travaux à Elmore est plus difficile qu'ils ne le pensaient. |                    |                                      | |                     |                   |                   |                    |
| 215 | 19                 | L'Intelligence The Intelligence      | Mic Graves, Tobi Wilson, James Hamilton, Gemma Arrowsmith, & Joe Markham                                                   | Aurélie Charbonnier | 18 juin 2018      | 11 septembre 2018 | 11 septembre 2018  |
| Gumball et Internet se disputent, ce qui amène ce dernier à se mettre à niveau. Malheureusement, il devient trop puissant pour que toutes les technologies cessent de fonctionner, envoyant tout le monde dans l'âge des ténèbres. Sans aucune autre option, Gumball et Darwin se sont mis à la recherche d'Internet et à trouver un moyen de le réparer. |                    |                                      | |                     |                   |                   |                    |
| 216 | 20                 | La Potion The Potion                 | Ben Bocquelet, Mic Graves, Tobi Wilson, Joe Markham, Jack Bernhardt, & Sophie Duker                                        | Bianca Ansems       | 16 juillet 2018   | TBA               | 16 septembre 2018  |
| Hector en a marre d'être un géant. Gumball et Darwin essaient de lui concocter une potion de rétrécissement... |                    |                                      | |                     |                   |                   |                    |
| 217 | 21                 | Les Alternatives The Spinoffs        | Ben Bocquelet, Mic Graves, Tobi Wilson, Joe Markham, James Hamilton, & Natasha Hodgson                                     | Max Loubaresse      | 16 juillet 2018   | TBA               | 6 avril 2018       |
| Un sketch sur ce que serait Le Monde Incroyable de Gumball si quelqu'un remplaçait Gumball par quelqu'un d'autre. |                    |                                      | |                     |                   |                   |                    |
| 218 | 22                 | La Transformation The Transformation | Ben Bocquelet, Tobi Wilson, Andrew Jones, Ciaran Murtagh, Joe Markham, Lucien Young, & Joe Parham                          | Richard Meril       | 16 juillet 2018   | 2 janvier 2019    | 5 septembre 2018   |
| La famille de Penny se disputent d'être dans ou hors de leurs coquilles. Gumball raconte involontairement des histoires vagues pour les aider à régler leur différend. |                    |                                      | |                     |                   |                   |                    |
| 219 | 23                 | La Compréhension The Understanding   | Mic Graves, Joe Markham, James Hamilton, Jack Bernhardt, Tobi Wilson, Tony Hull, & Joe Parham                              | Bianca Ansems       | 16 juillet 2018   | 15 février 2019   | 6 septembre 2018   |
| Il y a un nouveau venu à l'école, mais personne ne peut comprendre ce qu'il dit. Gumball et Darwin essayent différentes manières de comprendre ce qui se passe. |                    |                                      | |                     |                   |                   |                    |
| 220 | 24                 | L'Annonce The Ad                     | Ben Bocquelet, Joe Markham, James Hamilton, Sophie Duker, Tobi Wilson, & Lucien Young                                      | Ben Marsaud         | 16 juillet 2018   | 1er mars 2019     | 7 septembre 2018   |
| Les Watterson transforment leur maison en un B&B dans le but d'obtenir de l'argent supplémentaire. |                    |                                      | |                     |                   |                   |                    |
| 221 | 25                 | Les Monstres The Ghouls              | Ben Bocquelet, Mic Graves, Joe Markham, Tony Hull, Tobi Wilson, Jess Ransom, Paul Rice, & Richard Overall                  | Oliver Hamilton     | 14 octobre 2018   | 20 octobre 2019   | 9 octobre 2019     |
| Halloween n'est plus ce qu'elle était. Gumball et Darwin peuvent-ils aider les goules à retrouver leur peur? |                    |                                      | |                     |                   |                   |                    |
| 222 | 26                 | La Puanteur The Stink                | Mic Graves, Tobi Wilson, Joe Parham, James Hamilton, Jack Bernard, & Joe Markham                                           | Bianca Ansems       | 6 septembre 2018  | 1er décembre 2019 | 7 septembre 2018   |
| Gumball et Darwin font remarquer à M. Small que tout ce qu'il fait a des conséquences et le rend donc hypocrite quand il s'agit d'être vert. Après une série de réalisations, M. Small écrase sa camionnette et décide de vivre dans les bois et de faire corps avec la nature. Se sentant coupable, Gumball et Darwin décident d'aller le chercher.. |                    |                                      | |                     |                   |                   |                    |
| 223 | 27                 | Le Savoir The Awareness              | Mic Graves, Tobi Wilson, Tom Neenan, Jack Bernhardt, Joe Parham, & Joe Markham                                             | Zhihuang Dong       | 6 novembre 2018   | 1er décembre 2019 | 7 septembre 2018   |
| Gumball offense accidentellement Leslie quand il dit que les plantes sont inutiles lors de la Semaine verte. Sentant que Leslie en profite pour ne pas en savoir beaucoup sur la culture des plantes, Gumball décide de se venger de lui en exploitant de supposées "choses végétales" que lui et Leslie peuvent faire. |                    |                                      | |                     |                   |                   |                    |
| 224 | 28                 | Le colis The Slip                    | Mic Grave, Joe Markham, Tobi Wilson, & Jess Ransom                                                                         | Aurelie Charbonnier | 7 novembre 2018   | 2 décembre 2019   | 7 avril 2019       |
| Après avoir manqué son colis, Richard ne peut plus se soucier de le retirer au dépôt ou de le payer. L'oiseau de courrier le critique pour sa paresse et commence à le tourmenter en lui faisant rater à plusieurs reprises son colis. Richard, ainsi que Gumball et Darwin, ont entrepris de lui prendre le colis. |                    |                                      | |                     |                   |                   |                    |
| 225 | 29                 | Le Drame The Drama                   | Ben Bocquelet, Tobi Wilson, James Hamilton, Gemma Arrowsmith, Joe Markham, & Lucien Young                                  | Aurelie Charbonnier | 8 novembre 2018   | 2 décembre 2019   | 7 avril 2019       |
| Après avoir parlé à Leslie et Masami, Gumball commence à douter de la nature solide des relations entre Darwin et Carrie en raison de leurs personnalités et de leurs goûts contrastés. La situation est encore compliquée par l’apparition d’Azrael, l’ex-ex-Carrie venu en visite, forçant Gumball à intervenir. |                    |                                      | |                     |                   |                   |                    |
| 226 | 30                 | Les Copines The Buddy                | Ben Bocquelet, Tobi Wilson, Jack Bernhardt, Natasha Hodgson, Joe Parham, & Joe Markham                                     | Richard Meril       | 9 novembre 2018   | 4 décembre 2019   | 7 avril 2019       |
| Lorsque les ordinateurs de la bibliothèque ont soudainement attrapé un virus, Anais et Jamie sont considérés comme les coupables par le principal Brown. Afin de clarifier leurs noms, les deux décident de résoudre le mystère avec Anais dans l'espoir de faire de Jamie son amie. |                    |                                      | |                     |                   |                   |                    |
| 227 | 31                 | La Possession The Possession         | Mic Graves, Tony Hull, & Joe Markham                                                                                       | Zhihuang Dong       | 15 avril 2019     | 20 octobre 2019   | 6 avril 2019       |
| Richard Watterson semble surnaturellement attaché à son vieux réfrigérateur. |                    |                                      | |                     |                   |                   |                    |
| 228 | 32                 | Le Maître The Master                 | Ben Bocquelet, Tobi Wilson, Jack Bernhardt, Natasha Hodgson, Lucien Young, Joe Markham, Mic Graves, & Tony Hull            | Bianca Ansems       | 22 avril 2019     | 7 décembre 2019   | 7 avril 2019       |
| Les Wattersons jouent un jeu de plateau de rôle fantastique pour résoudre leurs différends. |                    |                                      | |                     |                   |                   |                    |
| 229 | 33                 | Le Silence The Silence               | Ben Bocquelet, Tobi Wilson, Jess Ransom, & Joe Markham                                                                     | Aurelie Charbonnier | 29 avril 2019     | 7 décembre 2019   | 20 mai 2019        |
| Gumball et Darwin s'aperçoivent qu'ils ne peuvent en finir aucun comme s'ils étaient à court de choses à dire. Ils essaient une variété de remèdes différents et craignent que leur amitié ne soit plus d'actualité et tentent de la sauver. |                    |                                      | |                     |                   |                   |                    |
| 230 | 34                 | Le Futur The Future                  | Ben Bocquelet, Joe Markham, Tobi Wilson, James Hamilton, & Jon Purkis                                                      | Richard Meril       | 6 mai 2019        |                   | 8 décembre 2019    |
| La mère de Joe la Banane a disparu, enlevée par Rob. Joe, Gumball et Darwin unissent leurs forces pour la retrouver. |                    |                                      | |                     |                   |                   |                    |
| 231 | 35                 | Le Vœu The Wish                      | Mic Graves, Joe Markham, James Hamilton, Gemma Arrowsmith, & Tony Hull                                                     | Max Loubaresse      | 13 mai 2019       |                   | 8 décembre 2019    |
| Gumball et Darwin pensent qu'ils ont transformé Miss Simian en un coussin pour le cou, ce qui est très contrariant pour le principal Brown, car il n'a jamais vraiment dit à Miss Simian ses sentiments pour elle. |                    |                                      | |                     |                   |                   |                    |
| 232 | 36                 | L’Usine The Factory                  | Ben Bocquelet, Tobi Wilson, Jack Bernhardt, James Hamilton, & Joe Markham                                                  | Max Loubaresse      | 20 mai 2019       |                   | 9 décembre 2019    |
| Gumball et Darwin vont travailler avec Nicole à la Rainbow Factory et tentent de l'aider à remporter la promotion pour laquelle elle travaille durement. |                    |                                      | |                     |                   |                   |                    |
| 233 | 37                 | L'Agent The Agent                    | Richard Overall, Mic Graves, & Tony Hull                                                                                   | Zhihuang Dong       | 27 mai 2019       |                   | 20 octobre 2019    |
| Gumball joue le rôle de James Bond dans le cadre d’une mission scolaire très secrète. |                    |                                      | |                     |                   |                   |                    |
| 234 | 38                 | Le Web The Web                       | Ben Bocquelet, Joe Markham, Tobi Wilson, Jess Ransom, Joe Parham, Mic Graves, & Richard Overall                            | Aurelie Charbonnier | 3 juin 2019       |                   | 20 octobre 2019    |
| Gumball et Darwin se rendent compte que les résidents adultes d’Elmore sont dangereusement naïfs s’agissant de la sécurité en ligne et ont en fait grand besoin de l’aide des garçons pour les tâches les plus simples. |                    |                                      | |                     |                   |                   |                    |
| 235 | 39                 | Le Bazar The Mess                    | Ben Bocquelet, Tobi Wilson, Joe Markham, Lucien Young, & Jess Ransom                                                       | Max Loubaresse      | 10 juin 2019      |                   | 20 octobre 2019    |
| Gumball surveille Polly Fitzgerald. |                    |                                      | |                     |                   |                   |                    |
| 236 | 40                 | Le Cœur The Heart                    | Ben Bocquelet, Tobi Wilson, Jess Ransom, & Joe Markham                                                                     | Bianca Ansems       | 10 juin 2019      |                   | 20 octobre 2019    |
| Gumball et Darwin ont entendu M. Robinson admettre qu'il détestait les deux. En fait, il commence à se sentir mal et à la suggestion de son fils Rocky, il essaie de trouver un moyen de se réconcilier avec eux. Gumball et Darwin apprennent que le problème réside dans son cœur et leur dit qu'il déteste les sentiments forçant les deux à essayer de lui enseigner l'amour. |                    |                                      | |                     |                   |                   |                    |
| 237 | 41                 | La Révolte The Revolt                | Ben Bocquelet, Joe Markham, James Hamilton, Natasha Hodgson, Joe Parham, Tobi Wilson, Tony Hull, & Mic Graves              | Zhihuang Dong       | 17 juin 2019      |                   | 20 octobre 2019    |
| Darwin convainc les objets et les choses du monde de se révolter contre les gens. On peut voir une lampe en train se sauter sur un homme à lunettes qui tient un DVD avec des ballons dessus, c'est une référence à Pixar et Là-Haut. |                    |                                      | |                     |                   |                   |                    |
| 238 | 42                 | Les Décisions The Decisions          | Joe Markham, Lucien Young, Tobi Wilson, Tony Hull, Mic Graves, & Richard Overall                                           | Adrian Maganza      | 17 juin 2019      |                   | 20 octobre 2019    |
| Darwin en a finalement assez des conseils de Gumball et cherche un nouveau mentor. |                    |                                      | |                     |                   |                   |                    |
| 239 | 43                 | La Jalousie The BFFs                 | Ben Bocquelet, Tobi Wilson, Joe Parham, & Jess Ransom                                                                      | Bianca Ansems       | 24 juin 2019      |                   | 20 octobre 2019    |
| Quand l'ancien meilleur ami de Gumball arrive, Darwin devient jaloux. |                    |                                      | |                     |                   |                   |                    |
| 240 | 44                 | L'Inquisition The Inquisition        | Ben Bocquelet, Tobi Wilson, Jess Ransom, Joe Markham, Joe Parham, Mic Graves, & Richard Overall                            | Adrian Maganza      | 24 juin 2019      |                   | 20 octobre 2019    |
| Un homme en prises de vue réelle arrive au collège d’Elmore et annonce vouloir mettre fin à toute "conduite indécente", mais Gumball et Darwin sont suspicieux à propos de ses vraies intentions. |                    |                                      | |                     |                   |                   |                    |